# Benedetto Pamphili
Benedetto Pamphilj lub Pamphili (ur. 25 kwietnia 1653 w Rzymie, zm. 22 marca 1730 tamże) − włoski kardynał Kościoła katolickiego nominowany przez Innocentego XI. Syn byłego kardynała Camilla Pamphilego oraz Olimpii Aldobrandini, prabratanek papieża Innocentego X.

## Życiorys
W młodości wstąpił do zakonu joannitów i w wieku 25 lat został wielkim przeorem tego zakonu w Rzymie. Papież Innocenty XI na konsystorzu 1 września 1681 mianował go kardynałem diakonem. Dopiero trzy lata później, 24 grudnia 1684 przyjął święcenia kapłańskie. Od 22 marca 1685 był prefektem Trybunału Sygnatury Łaski.
Za pontyfikatu Aleksandra VIII pełnił w Bolonii funkcję legata. W latach 1694–1699 był archiprezbiterem bazyliki Matki Bożej Większej, a od kwietnia 1699 archiprezbiterem bazyliki św. Jana na Lateranie. Uczestniczył w obchodach Roku Jubileuszowego 1700. Jako kardynał protodiakon (od 22 grudnia 1693) koronował papieży Klemensa XI w 1700, Innocentego XIII w 1721 i Benedykta XIII w 1724. Od 1704 pełnił urząd bibliotekarza Świętego Kościoła Rzymskiego.
Był kolekcjonerem i patronem artystów, zwłaszcza muzyków (pisał libretta dla Alessandra Scarlattiego i Georga Friedricha Händla). Zmarł w trakcie sediswakancji po śmierci papieża Benedykta XIII.